# فكرية شحرة
فكرية شحرة، كاتبة ومؤلفة يمنية. ولدت عام 1978 في اليمن. تخرجت من جامعة إب عام 2001 تخصص دراسات عربية، وبدأت في كتابة القصص من عمر مبكر.

## السيرة الذاتية
ولدت الكاتبة و المؤلفة اليمنية فكرية أحمد علي شحرة عام 1978 في مدينة إب في اليمن. انتقلت عائلتها في عمر الرابعة من العمر إلى حاضرة المدينة وهناك التحقت بالتعليم النظامي، وفي عمر الخامسة عشرة في المرحلة المتوسطة تزوجت وأكملت تعليمها الثانوي والجامعي وهي زوجة وأم. تخرجت من جامعة إب عام 2001 تخصص دراسات عربية. أثرت البيئة المحافظة على ميولها فكانت القراءة رفيقتها، وبدأت في كتابة القصص من عمر مبكر إلا أن الكتابة الصحفية غلبت على أعمالها لفترة حتى أصدرت أول مجموعة قصصية بعنوان “غيبوبة” عام 2014 ثم تلتها رواية “عبير أنثى” عام 2015. لها الكثير من المقالات في الصحف والمجلات والمواقع.

## أعمال الكاتبة[1]
- عبير أنثى، 2015.[5]
- قلب حاف، 2016.[6]
- صاحب الابتسامة، 2017.

- غيبوبة (مجموعة قصصية)، 2014.